# North Salem (New York)
North Salem est une ville du comté de Westchester, dans l'État de New York, aux États-Unis,. En 2010, elle compte une population de 5 104 habitants.
North Salem est connu pour être un des lieux de villégiature privilégié de l'élite fortunée New Yorkaise.

## Démographie
Lors du recensement de 2010, la ville comptait une population de 5 104 habitants, tandis qu'en 2016, elle est estimée à 5 186 habitants.

## Personnalités notables
- Jennifer Gates, fille de Bill Gates et son mari Nayel Nassar (en) possèdent une propriété de 50 hectares d'une valeur de 16 millions de dollars[4]
- Laurence D. Fink, PDG de BlackRock[5]
- Glenn Dubin, fondateur et président du hedge fund Highbridge Capital Management
- Georgina Bloomberg (en), fille de Michael Bloomberg (maire de New York de 2001 à 2013 et propriétaire de Bloomberg LP)[5]
- Steve Rattner (en), financier et PDG de Willett Advisors LLC (family office gérant la fortune de Michael Bloomberg)[3]
- Jamie Dimon, PDG de JPMorgan
- Stanley Tucci, acteur[3]